# Ata Nahai
Ata Nahai (ur. 1960 w Baneh) – kurdyjski nowelista, pisze także krótkie opowiadania. Ukończył szkołę średnią w 1978, otrzymując dyplom z literatury. Z powodu rewolucji 1979 w Iranie na cztery lata zamknięto uniwersytet, na który uczęszczał, dlatego też nie mógł ukończyć studiów. Swoją karierę pisarską rozpoczął od krótkich opowiadań w języku kurdyjskim oraz esejów z gatunku fabularnych. Opublikował trzy zbiory krótkich opowiadań oraz trzy nowele w języku kurdyjskim, a także przetłumaczył na ten język krótkie opowiadania oraz eseje literackie pisarzy zagranicznych. Na Pierwszej konferencji nauczania języka kurdyjskiego w Teheranie (2002) został wybrany w głosowaniu pierwszym kierownikiem powołanej do życia „Kurdish Language Academy” w Iranie. W 2005 Ata Nahai otrzymał nagrodę Aras za „literaturę kurdyjską”.

## Prace
- Zrike (Krzyk), zbiór krótkich opowiadań w języku kurdyjskim, Baneh, Naji Publishers, 1993.
- Tengane, zbiór krótkich opowiadań w języku kurdyjskim, Baneh, wydanie własne autora, 1995.
- Gulli Shoran (Kwiat Shoran), nowela w języku kurdyjkim, Saghez, Mohamadi publishers, 1998.
- Ballendekani dem Ba, nowela w języku kurdyjskim, Sanandadż, Jiyar publishers, 2002.
- Grewi Bakhti Hallale, nowela w języku kurdyjskim, Sulajmanijja, Ranj Publishers, 2007.

## Tłumaczenia
Nahai przetłumaczył na język kurdyjski nowelę Houshanga Golshiriego „Shazdeh Ehtejab” („Książę Ehtejab”). Przetłumaczył również dzieła Milana Kundery oraz wiele innych krótkich opowiadań znanych światowych pisarzy.